# Moltketurm (Nowa Ruda)

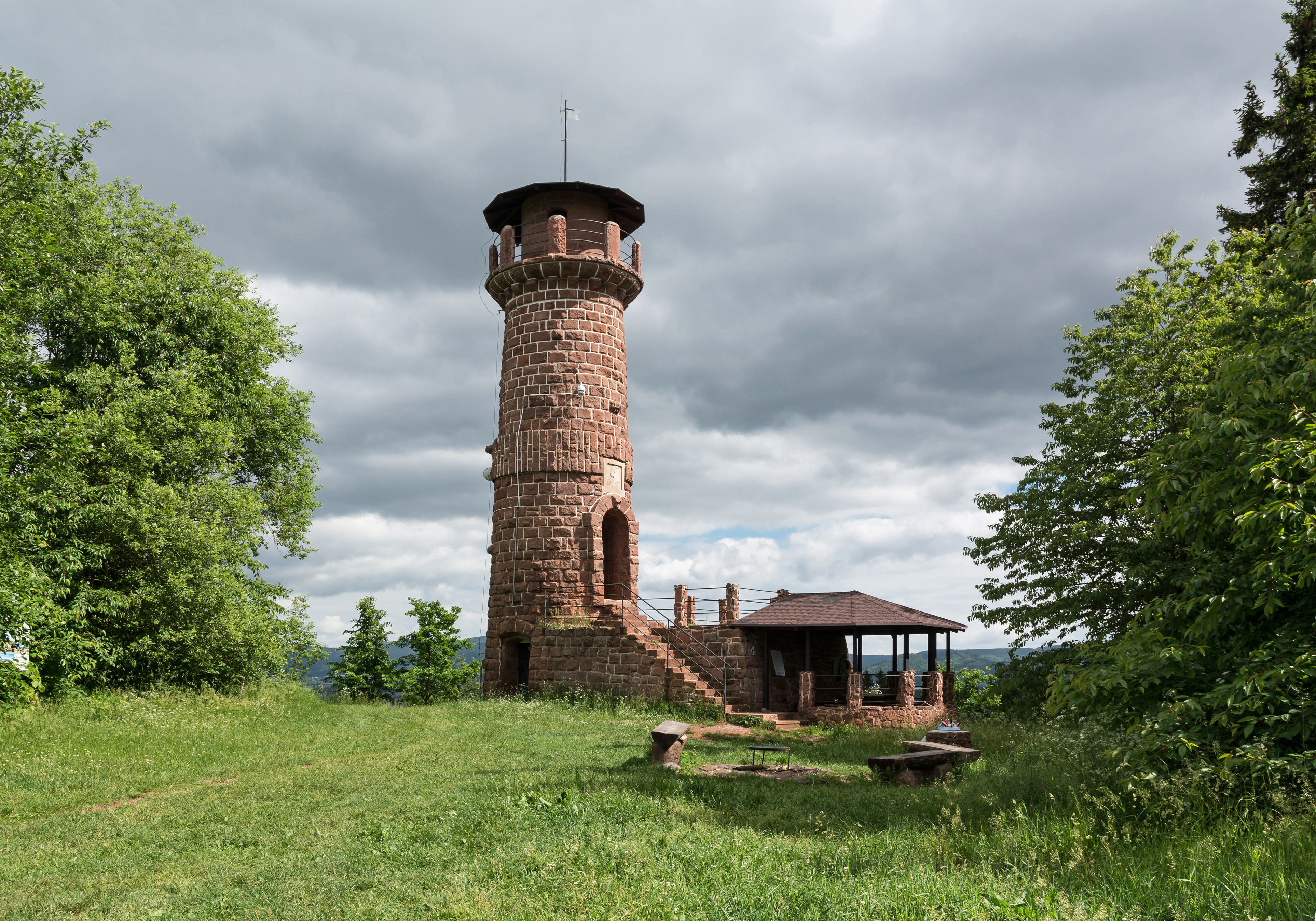
Moltketurm (2015)

Der Moltketurm ist ein 1913 auf dem Allerheiligenberg (polnisch Góra Wszystkich Świętych) südlich von Słupiec (deutsch Schlegel) errichteter Aussichtsturm aus rotem Sandstein.

## Geschichte

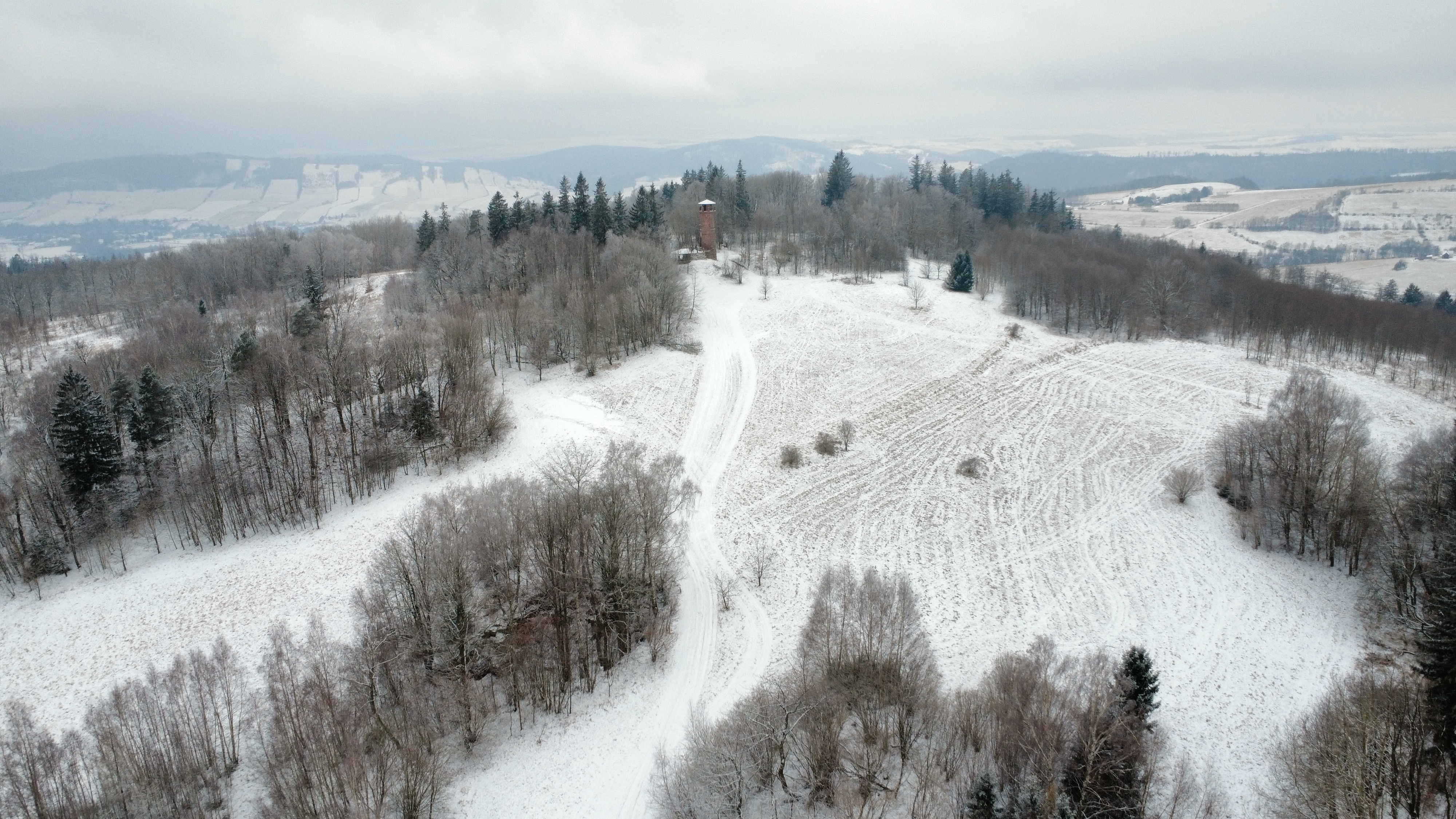
Moltketurm im Winter (2025)

Der Turm wurde 1913 von der Ortsgruppe Schlegel des Glatzer Gebirgsvereins auf dem 648 m hohen Berg unmittelbar neben der nach 1945 zerstörten Lukasbaude errichtet. Überreste der Fundamente der Lukasbaude sind noch neben dem Turm sichtbar. Das für den Bau verwendete Material war roter Sandstein aus einem nahegelegenen Steinbruch. Der Turm weist heute erhebliche bauliche Schäden auf.
Der Aussichtsturm wurde nach dem Generalfeldmarschall Helmuth von Moltke benannt. Ein Porträt Moltkes findet sich als Flachrelief über dem Turmeingang. Der Turm bietet eine Aussicht auf das Eulengebirge, das Heidelgebirge, das Habelschwerdter Gebirge und das Heuscheuergebirge.

## Aufstieg
Von Słupiec aus führt eine rote Markierung zum Turm. Über den Turm führt auch der Joseph-Wittig-Weg (Szlak im. prof. Josepha Wittiga). Vom Turm auf dem Allerheiligenberg aus führt ein Weg weiter zum Aussichtsturm auf dem St. Annaberg (Górze Św. Anny).